# Loix
Loix är en kommun i departementet Charente-Maritime i regionen Nouvelle-Aquitaine i västra Frankrike. Kommunen ligger i kantonen Île de Ré som ligger i arrondissementet La Rochelle. År 2022 hade Loix 742 invånare.

## Befolkningsutveckling
| Befolkningsutvecklingen i Loix 1968–2021 | Befolkningsutvecklingen i Loix 1968–2021 | Befolkningsutvecklingen i Loix 1968–2021 | Befolkningsutvecklingen i Loix 1968–2021 | Befolkningsutvecklingen i Loix 1968–2021 |
| ---------------------------------------- | ---------------------------------------- | ---------------------------------------- | ---------------------------------------- | ---------------------------------------- |
|                                          |                                          |                                          |                                          |                                          |
| År                                       |                                          |                                          | Folkmängd                                |                                          |
| 1968                                     | 1968                                     |                                          | 439                                      |                                          |
| 1975                                     | 1975                                     |                                          | 470                                      |                                          |
| 1982                                     | 1982                                     |                                          | 433                                      |                                          |
| 1990                                     | 1990                                     |                                          | 561                                      |                                          |
| 1999                                     | 1999                                     |                                          | 619                                      |                                          |
| 2007                                     | 2007                                     |                                          | 715                                      |                                          |
| 2015                                     | 2015                                     |                                          | 700                                      |                                          |
| 2021                                     | 2021                                     |                                          | 739                                      |                                          |